# معبد أترعتا

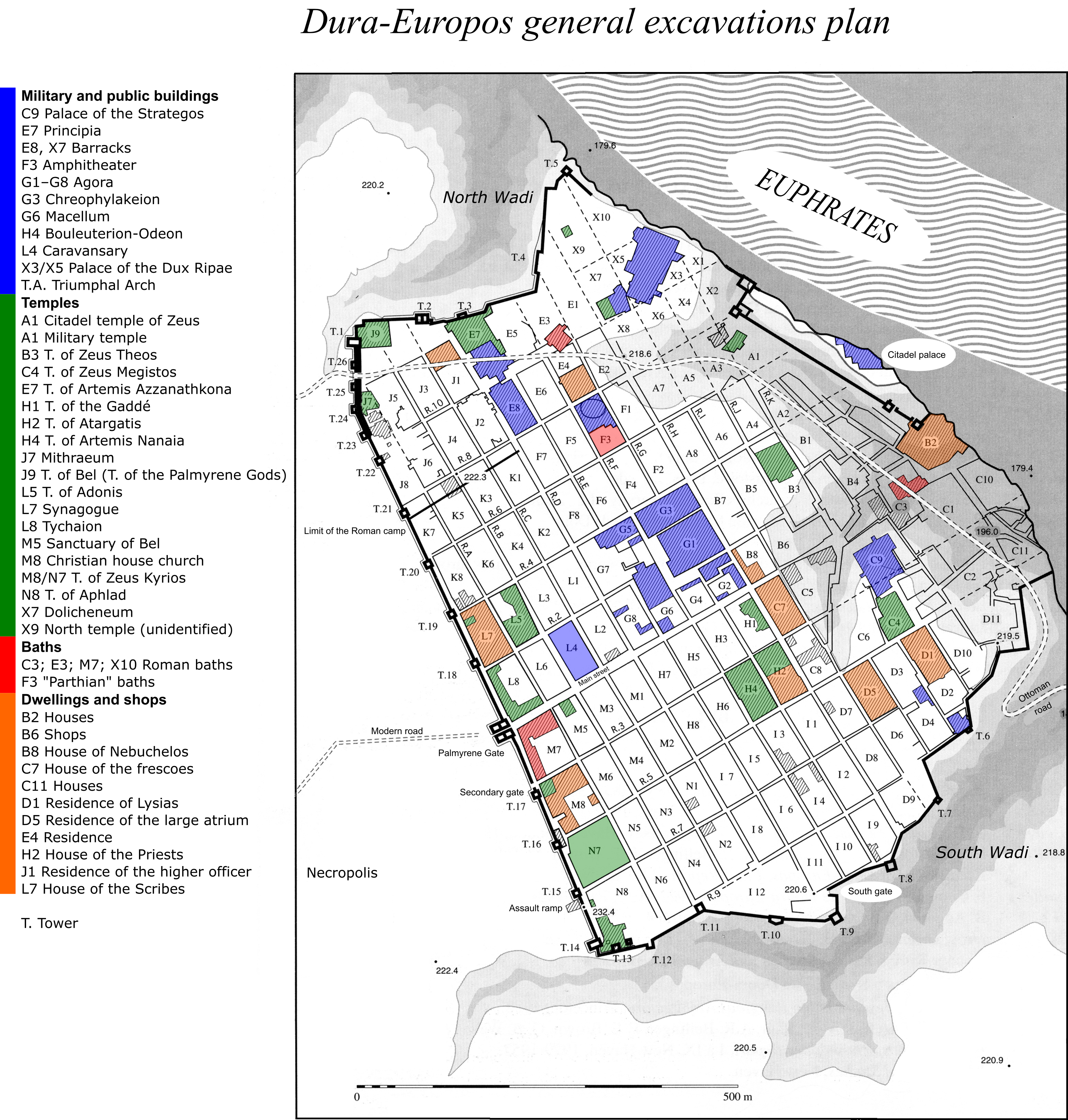
مخطط الحفريات العامة في دورا أوروبوس، معبد أترعتا يحمل الرمز H2

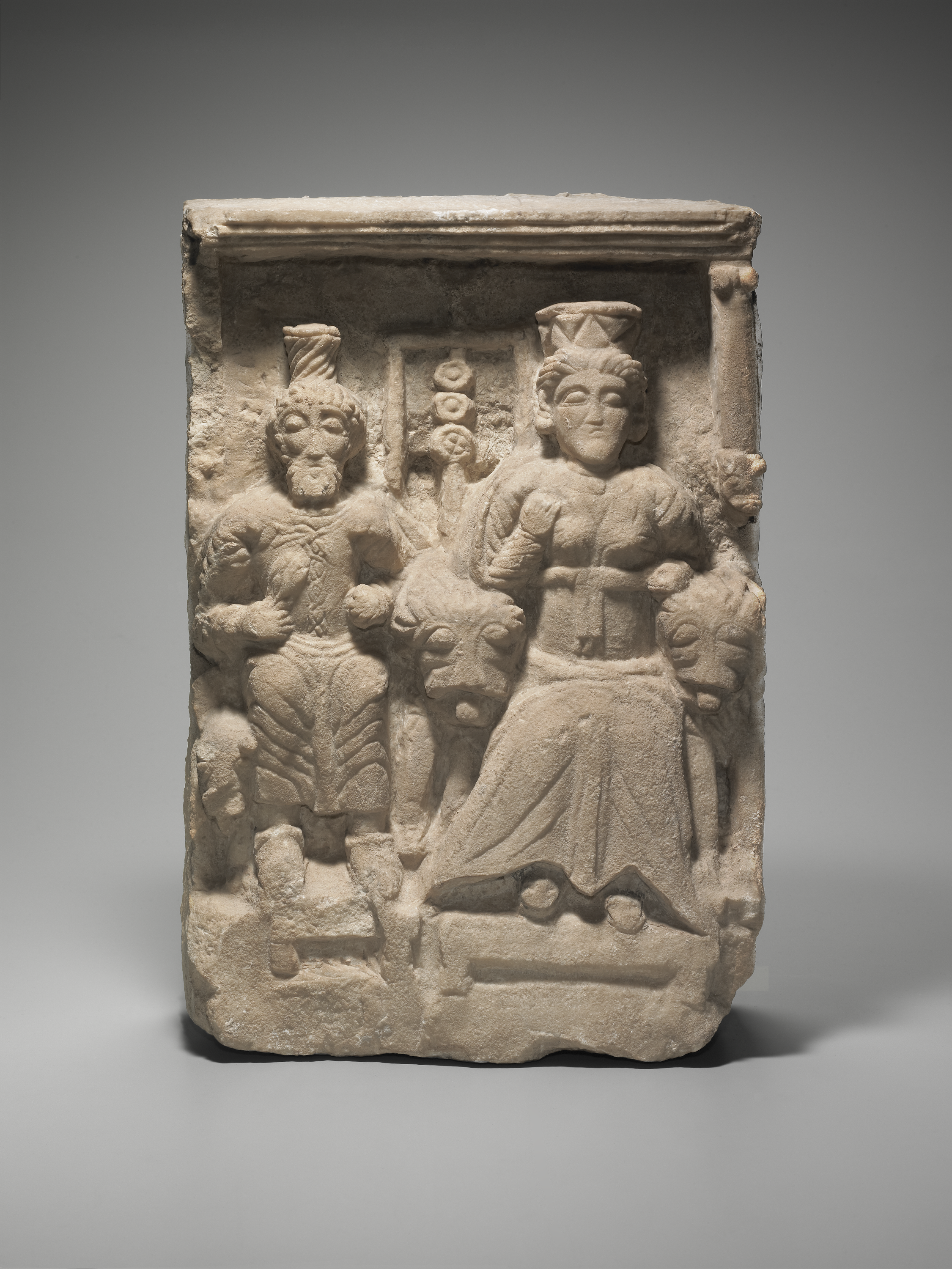
نحت نافر من معبد أترعتا

معبد أترعتا أو أترغاتيس هو أحد المعابد الرئيسية في مدينة دورا أوروبوس . تم بناء المعبد في القرن الأول الميلادي، عندما كانت دورا أوروبوس تحت الحكم البارثي، وجرى التنقيب عنه في عامي 1928-1929 تحت إشراف موريس بيليت Maurice Pillet.
كان المعبد يقع مركز المدينة الجنوبي (الذي يطلق عليه المنقبون اسم الأغورا ) ويحتل الجزء الشمالي الشرقي من الكتلة H2، بالقرب من معبد أرتميس أزاناثكونا . ويظهر نقش بارز من حرم المعبد الإلهة أترعتا، مع أسود على كلا الجانبين، برفقة زوجها هدد، وربما تكون هذه هي الصورة الرئيسية للعبادة في المعبد. يحتوي المعبد على فناء ومدخل ضخم وثلاثة أحرام عند الجدار الخلفي بالإضافة إلى رواق أمامه. كانت أترعتا أم أدونيس . ومن المكن أيضًا أن عبادة كانت لهدد وأدونيس هنا. وكان هناك أيضًا بقايا من اللوحات الجدارية. توجد غرف مختلفة حول الفناء، وبعضها يحتوي على مقاعد على طول الجدران. ربما كانت بعض هذه الغرف بمثابة مصليات لآلهة أخرى، في حين كانت غرف أخرى بمثابة غرف طعام لجماعة العُبّاد.
يتقاسم المعبد جدارًا مع المبنى الذي يشغل الزاوية الجنوبية الشرقية من الكتلة H2، والذي يُعتقد أنه كان مكان معيشة الكهنة. وقد أدت هذه التكهنات إلى تسمية هذا المبنى المجاور ببيت الكهنة، كما اكتشف مدخل محصن بين المبنيين، مما يشير إلى أن السكان كانوا تابعين للمعبد.
تخبرنا النقوش المختلفة التي كتبها الزوار القدامى عن الأشخاص الذين زاروا الحرم، مثلًا كان يرتاد المعبد أشخاص من حطرا، إذ يوجد نقش زائر مكتوب بالآرامية الحضرية موجه إلى إله مدينة حطرا المسمى شمش. وبالعموم كان هناك عدد لافت للنظر من النقوش في المعبد، بعضها على الجدران، وقد قامت بها نساء، أحد النقوش يعود إلى النصف الأول من القرن الأول الميلادي يذكر تكريس مقام. ويعود تاريخ عدد من النقوش الأخرى إلى عام 69 م. ويبدو أن بعض النساء المذكورات ينتمين إلى عائلة حكام دورا أوروبوس. إحداهن حفيدة الحاكم ليسياس، وأخرى زوجة الحاكم سلوقس.
وفي جدران المعبد اكتشف لوح مسماري بالخط البابلي القديم، يسمي المكان دا-وا-را . قد يكون هذا اسمًا قديمًا لدورا.